# Al-Aziz Uthman
Al-Aziz Uthman, död 1198, var en egyptisk regent. Han var sultan av Egypten mellan 1193 och 1198.